# Gralla (Musikinstrument)
Gralla (katalanisch) ist ein konisches Doppelrohrblattinstrument, das in der Volksmusik in Spanien gespielt wird. Die gralla ist seit dem 19. Jahrhundert genauer bekannt und ähnelt der mittelalterlichen Schalmei. 

## Bauform
Das Holzblasinstrument ist zwischen 34 Zentimeter (ohne Klappen) und 39 Zentimeter lang (mit zwei bis acht Klappen) und wurde früher meist aus Buchsbaumholz gefertigt. Die gralla hat sechs Grifflöcher und ein Daumenloch. Sie ist eine Variante der dulzaina, die in der Region Valencia dolçaina und in Alicante xirimita heißt.

## Spielweise
Das Daumenloch wird zum Oktavieren benutzt. Das siebente, unterste Loch wird nicht gegriffen und dient nur der besseren Resonanz der tieferen Töne. Durch sogenannte Gabelgriffe und halb geschlossene Tonlöcher kann eine chromatische Tonleiter zwischen g und d' gespielt werden. Das feste und große Doppelrohrblatt erfordert eine kräftige Atemstütze und erzeugt einen recht lauten, tragenden Ton, der auch im Freien weithin hörbar ist.
Die gralla wird unter anderem bei den Castells gespielt, das sind traditionelle Menschenpyramiden, die unter großem Publikumsinteresse aufgebaut werden. Die von den grallas und Trommeln gespielte Melodie Toc De Castels markiert dabei einen besonderen Abschnitt im Aufbau. Der zeitgenössische Komponist Joan Bagés Stücke komponiert seit etwa 2008 Stücke für gralla mit Elektronik.